# Солохо, Вячеслав Васильевич
Вячеслав Васильевич Солохо (род. 29 января 1947) — советский и узбекистанский футболист, полузащитник, тренер.

## Биография
Воспитанник футбольной школы ташкентского «Пахтакора», первый тренер Сергей Арутюнов. В 1966—1968 годах выступал за «Пахтакор». В 1969 году был призван в ЦСКА, за который отыграл два года. В 1970 году вернулся в «Пахтакор», где провёл ещё три сезона. Заканчивал карьеру в клубах Казахской ССР «Шахтёр» Караганда (1974, 1976) и «Кайрат» (1975). В «Кайрат» переходил по приглашению Всеволода Боброва, под началом которого играл в ЦСКА.
Окончил Высшую школу тренеров в 1983 году. В восьмидесятых тренировал халкабадский «Сохибкор». В 1986 году работал вторым тренером в «Пахтакоре». Возглавлял отдел спорткомитета Узбекской ССР, по вопросам сборной республики. Работал тренером в Малайзии. В 1998—1999 — главный тренер сборной Мальдив. В 2011—2012 годах возглавлял женскую молодёжную и женскую олимпийскую сборные Узбекистана. В настоящее время работает в детско-юношеской футбольной академии ФК «Бунёдкор» спортивным менеджером.

## Достижения
- Чемпион Узбекистана (1997)